# Емтингхаузен
Емтингхаузен (њем. Emtinghausen) општина је у њемачкој савезној држави Доња Саксонија. Једно је од 11 општинских средишта округа Ферден. Према процјени из 2010. у општини је живјело 1.622 становника. Посједује регионалну шифру (AGS) 3361004.

## Географски и демографски подаци
Емтингхаузен се налази у савезној држави Доња Саксонија у округу Ферден. Општина се налази на надморској висини од 8 метара. Површина општине износи 21,1 km². У самом мјесту је, према процјени из 2010. године, живјело 1.622 становника. Просјечна густина становништва износи 77 становника/km².